# Rafetus swinhoei
Rafetus swinhoei  (лат.) — вид черепах семейства Трёхкоготные черепахи (Trionychidae). Видовое название дано в честь британского натуралиста Роберта Свайно.
Общая длина карапакса достигает 109 см, ширина 160—200 см, вес до 200 кг. Наблюдается половой диморфизм: самки крупнее самцов. Голова довольно большая и широкая. Морда напоминает свиное рыло. Глаза подняты высоко вверх. Карапакс и пластрон очень широкие и плоские. На карапаксе присутствуют мелкие бугорки. Конечности довольно массивные и мощные. У самцов хвост длиннее чем у самок.
Голова, шея и подбородок тёмно-оливкового или оливкового цвета со множеством больших жёлтых пятен. Карапакс оливково-зелёный с многочисленными жёлтыми пятнами и многими мелкими жёлтыми точечками между ними. Пластрон серый. Верхняя часть конечностей тёмно-оливковая, но снизу — жёлтая.
Любит реки, болота, озёра. Активен днём и в сумерках. Питается рыбой, улитками, крабами, насекомыми, зелёными лягушками, семенами водного гиацинта, листьями риса.
Самка ночью или утром откладывает от 60 до 130 яиц диаметром 20 мм.
Продолжительность жизни 80—100 лет.
Живёт в Китае (провинции Юньнань, Аньхой, Цзянсу, Чжэцзян), а также в Северном Вьетнаме. На начало 2016 года в живых оставалось только три особи, две из них в китайских зоопарках, еще одна представительница вида Рафетус Свайно обитала в озере Хоанкьем в центре Ханоя. Однако в середине января из Вьетнама пришло известие, что считавшаяся священной и почитавшаяся как символ борьбы за независимость государства, а также как талисман столицы страны рептилия умерла.
С черепахами Свайно связано множество легенд, самая известная из них — история о мече «Тхуантхьен». Меч, подаренный национальному герою Ле Лою Золотой черепахой (Kim Quy, 金龜), помог ему в начале XV века победить китайских поработителей, после чего Ле Лой создал свою династию Ле и стал императором Дайвьета. Согласно этому же преданию, однажды после окончания войны Ле Лой плыл на лодке по озеру. Неожиданно из него вынырнула огромная черепаха, вытащила меч из пояса героя и ушла с ним под воду. Как ни пытались, ни меч, ни саму черепаху найти так и не удалось. Ле Лой тогда понял, что меч вернулся к Золотой черепахе и пробудет у неё во владении до тех пор, пока вновь не понадобится ради праведной цели. С тех пор это озеро и получило своё название «Хоанкьем» — «Озеро возвращённого меча».
До последнего времени считалось, что особей Рафетус Свайно в диких условиях не осталось. Однако недавно в одном из озёр южной части Вьетнама была найдена живущая на свободе черепаха этого вида. Сотрудники китайского зоопарка планируют спарить пресмыкающихся в расчете на то, что они дадут потомство, которое, в свою очередь, также сможет размножаться.